# Oscarsgalan 2015
Oscarsgalan 2015 var den 87:e upplagan av Oscarsgalan och sändes från Dolby Theatre i Los Angeles, Kalifornien den 22 februari 2015. Programledare var för första gången skådespelaren Neil Patrick Harris.
Birdman och The Grand Budapest Hotel fick båda flest nomineringar, 9 stycken, och båda vann även flest Oscars, 4 stycken. Birdman vann priset för Bästa film. Whiplash vann tre Oscars. Alejandro González Iñárritu vann tre Oscars för Birdman, Bästa film, Bästa regi och Bästa originalmanus.

## Datum och händelser[2]
- 8 november 2014 – The Governors Awards
- 29 december 2014 – Nomineringsröstning börjar
- 8 januari 2015 – Nomineringsröstning slutar
- 15 januari 2015 – Nomineringarna presenteras
- 6 februari 2015 – Sista röstningen börjar
- 17 februari 2015 – Sista röstningen slutar
- 22 februari 2015 – 87:e upplagan av Oscarsgalan

## Governors Awards
Den 6:e upplagan av Governors Awards hölls den 8 november 2014.

### Hedersoscar
- Jean-Claude Carrière
- Hayao Miyazaki
- Maureen O'Hara

### Jean Hersholt Humanitarian Award
- Harry Belafonte

## Vinnare och nominerade

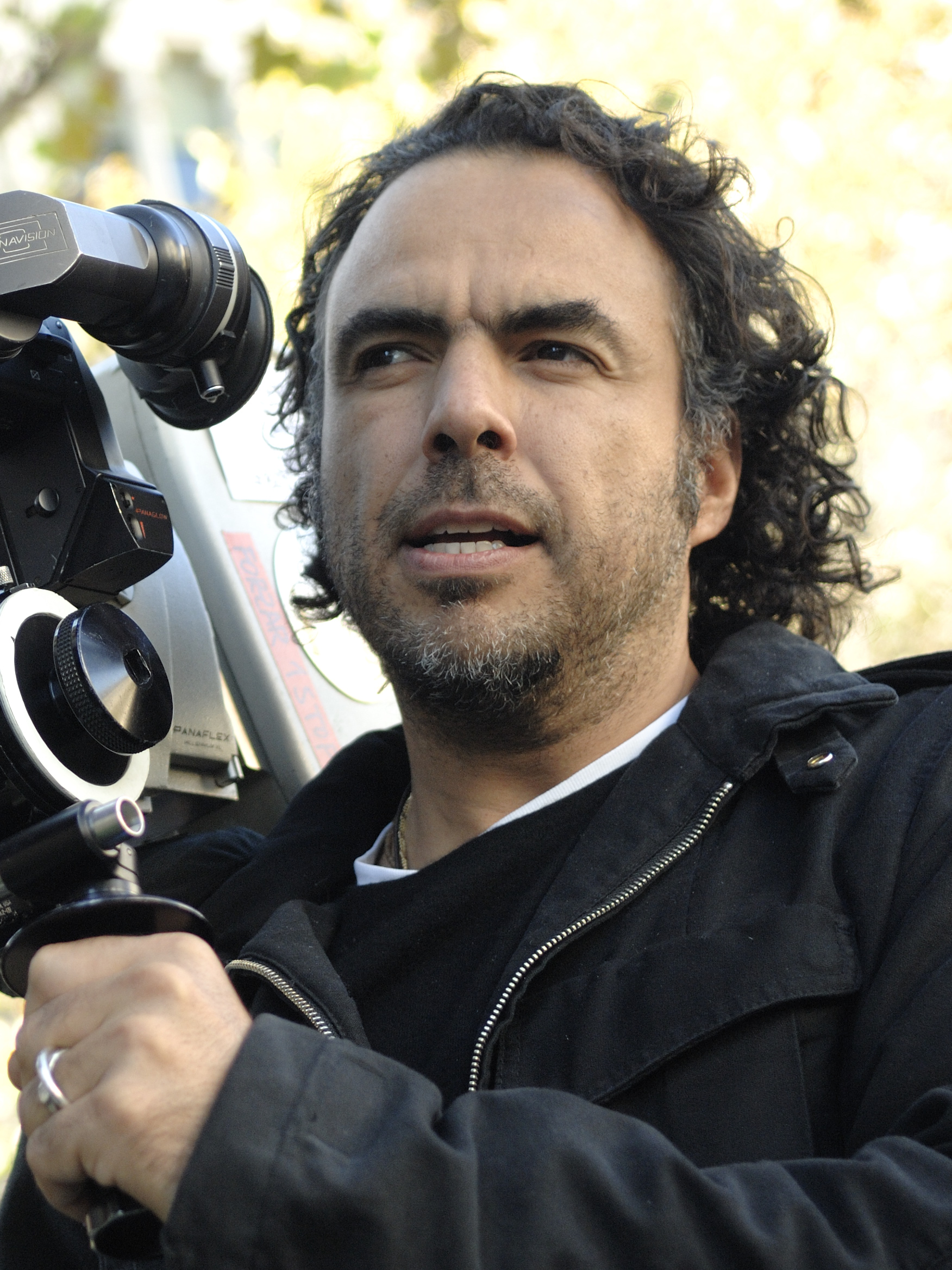
Alejandro González Iñárritu
Bästa film, Bästa regi och Bästa originalmanus

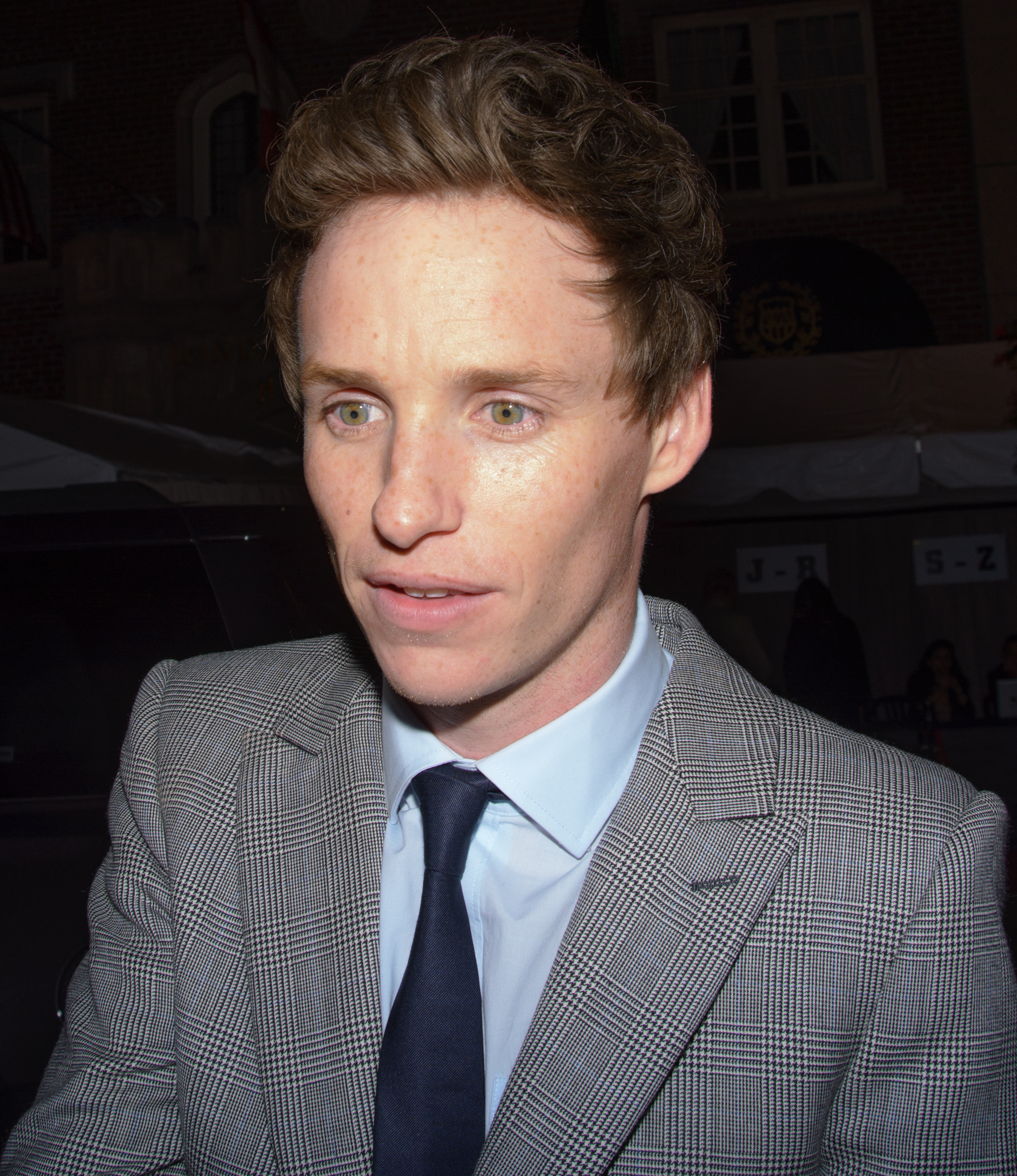
Eddie Redmayne
Bästa manliga huvudroll

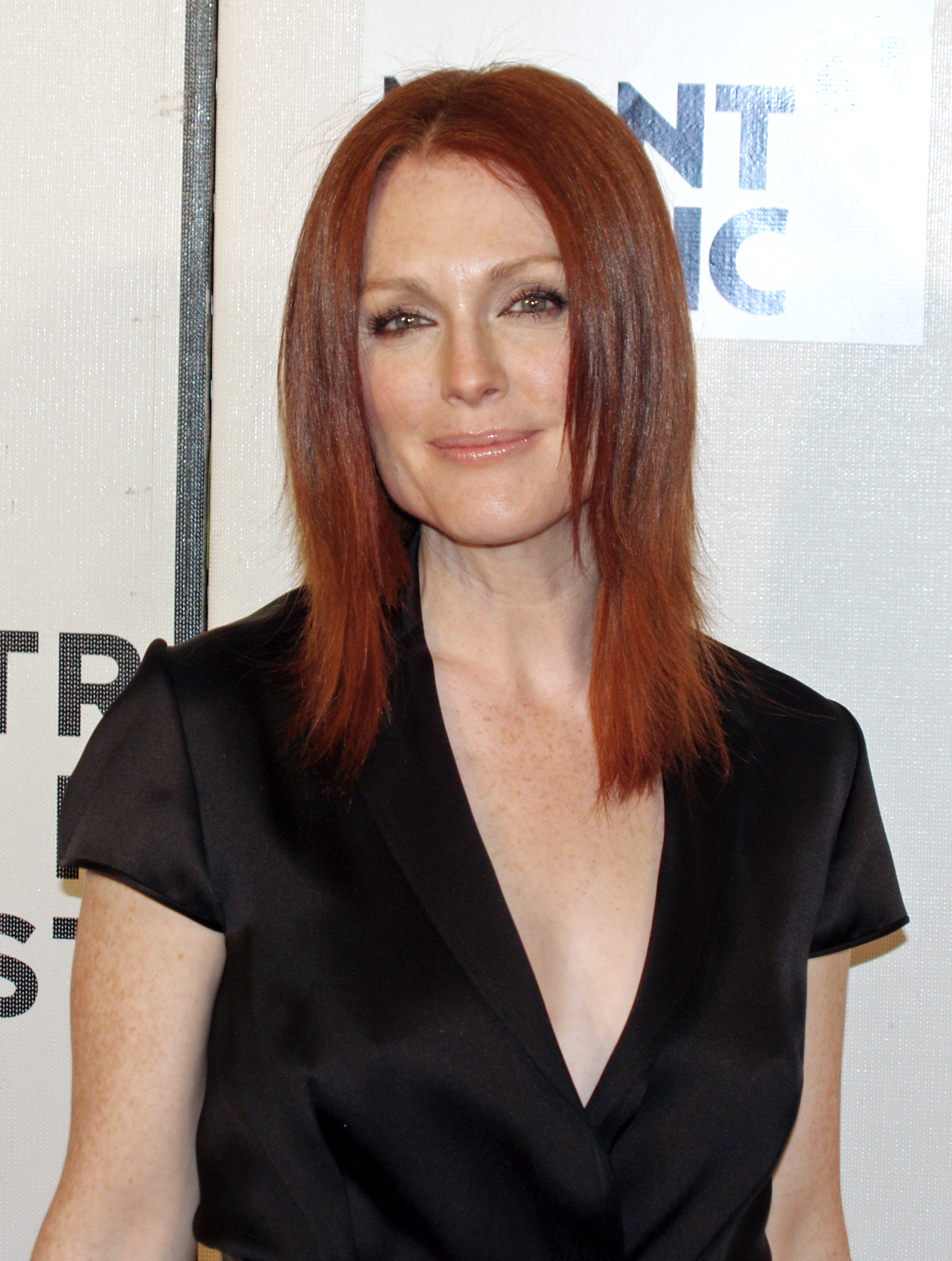
Julianne Moore
Bästa kvinnliga huvudroll

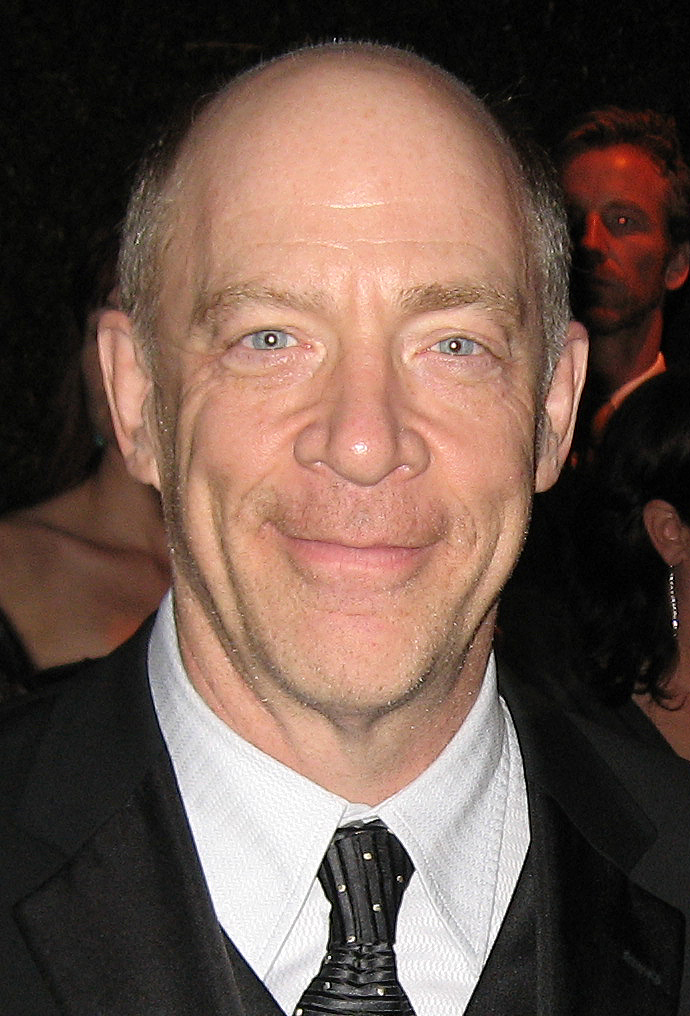
J.K. Simmons
Bästa manliga biroll

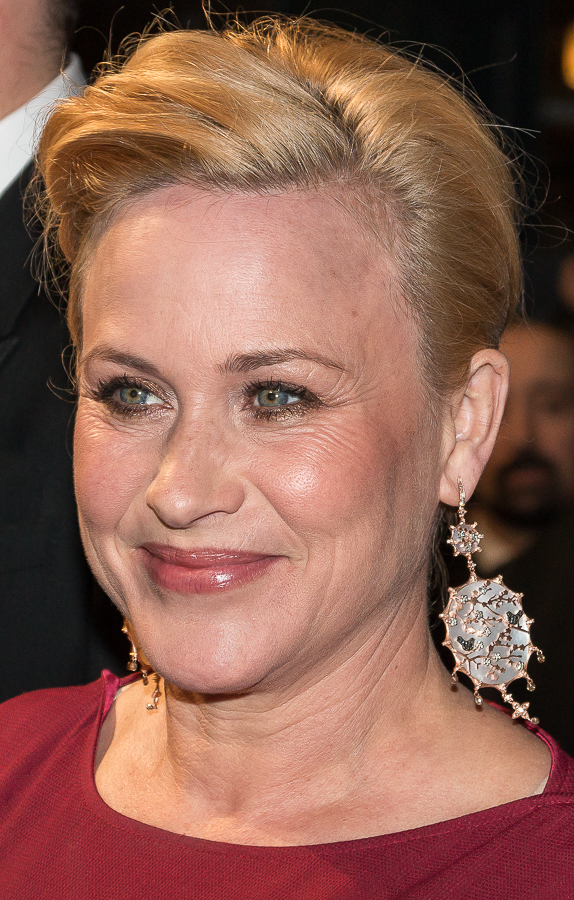
Patricia Arquette
Bästa kvinnliga biroll

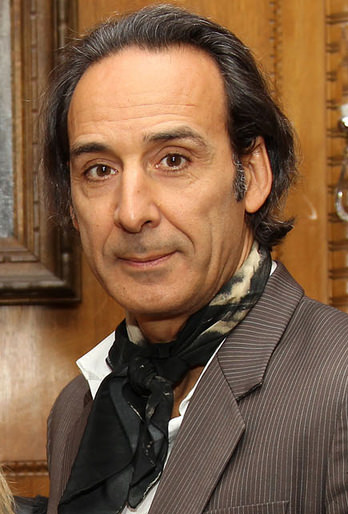
Alexandre Desplat
Bästa filmmusik

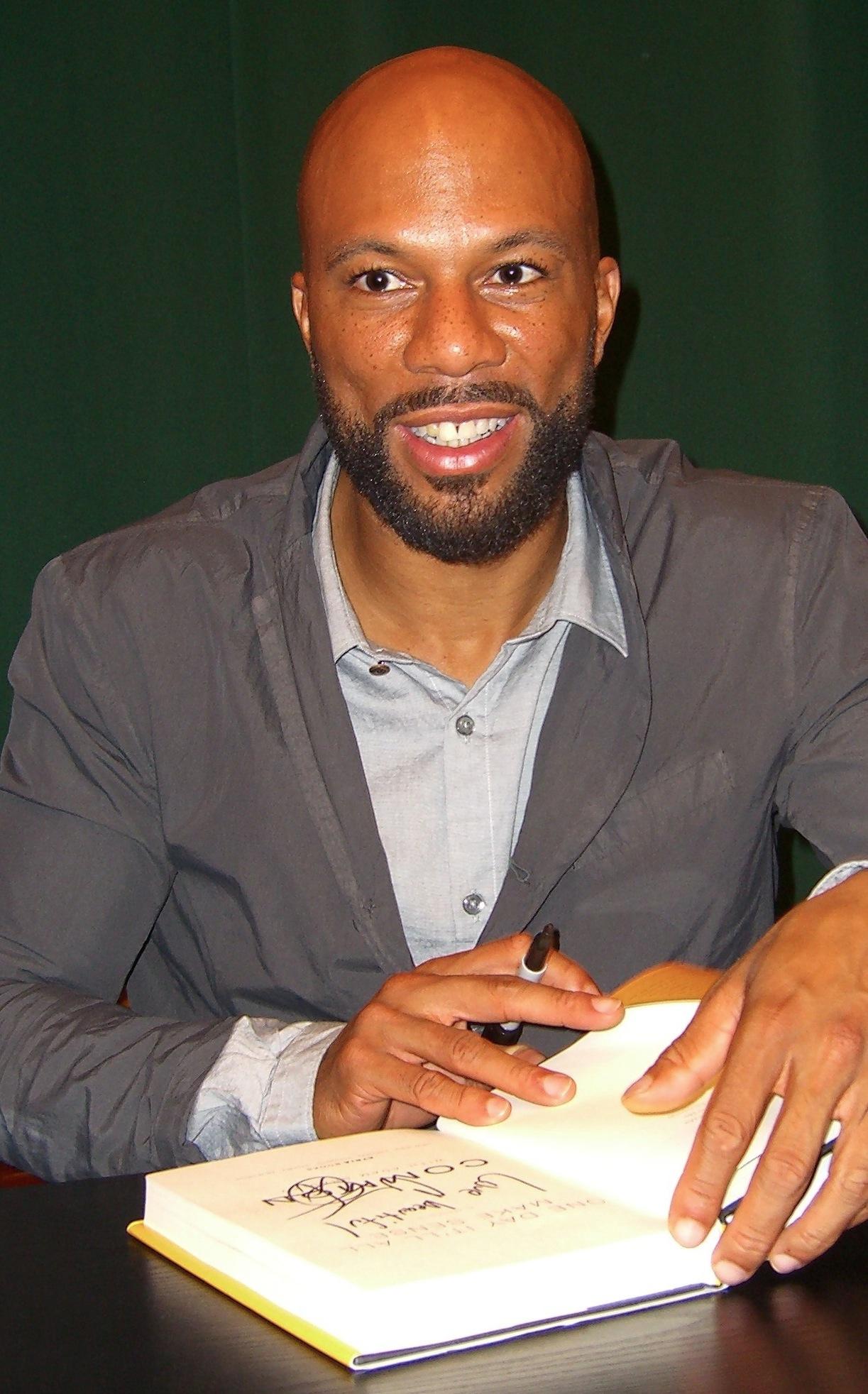
Common
Bästa sång

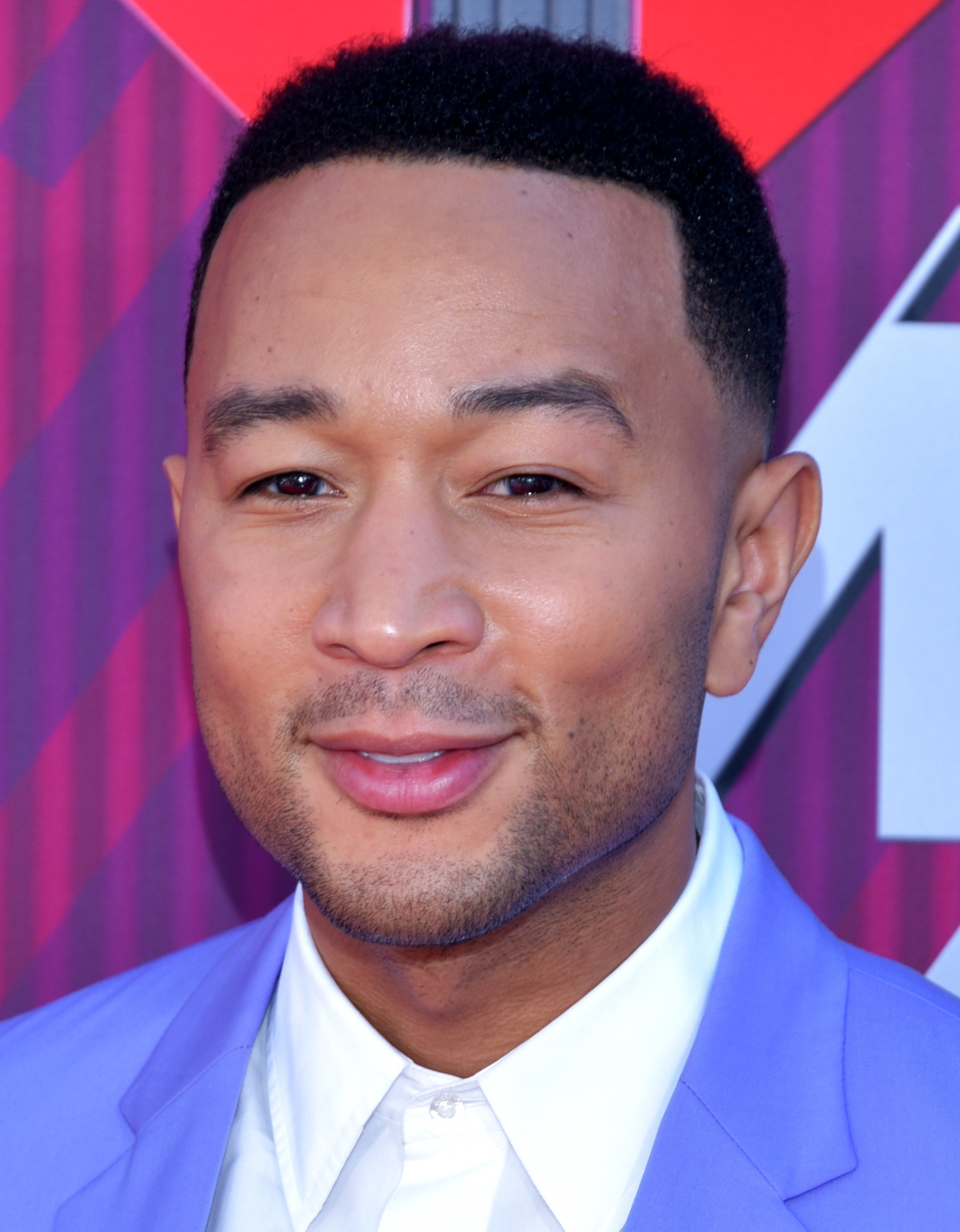
John Legend
Bästa sång

Nomineringarna tillkännagavs den 15 januari 2015 live från Samuel Goldwyn Theater i Beverly Hills, Kalifornien av akademiordförande Cheryl Boone Isaacs, regissörerna J.J. Abrams och Alfonso Cuarón, och skådespelaren Chris Pine. Vinnarna listas i fetstil.
| Bästa film - Birdman – Alejandro González Iñárritu, John Lesher och James W. Skotchdopole - American Sniper – Clint Eastwood, Robert Lorenz, Andrew Lazar, Bradley Cooper och Peter Morgan - Boyhood – Richard Linklater och Cathleen Sutherland - The Grand Budapest Hotel – Wes Anderson, Scott Rudin, Steven M. Rales och Jeremy Dawson - The Imitation Game – Nora Grossman, Ido Ostrowsky och Teddy Schwarzman - Selma – Christian Colson, Oprah Winfrey, Dede Gardner och Jeremy Kleiner - The Theory of Everything – Tim Bevan, Eric Fellner, Lisa Bruce och Anthony McCarten - Whiplash – Jason Blum, Helen Estabrook och David Lancaster | Bästa regi - Alejandro González Iñárritu – Birdman - Richard Linklater – Boyhood - Bennett Miller – Foxcatcher - Wes Anderson – The Grand Budapest Hotel - Morten Tyldum – The Imitation Game |
| Bästa manliga huvudroll - Eddie Redmayne – The Theory of Everything - Steve Carell – Foxcatcher - Bradley Cooper – American Sniper - Benedict Cumberbatch – The Imitation Game - Michael Keaton – Birdman | Bästa kvinnliga huvudroll - Julianne Moore – Still Alice - Marion Cotillard – Två dagar, en natt - Felicity Jones – The Theory of Everything - Rosamund Pike – Gone Girl - Reese Witherspoon – Wild |
| Bästa manliga biroll - J.K. Simmons – Whiplash - Robert Duvall – The Judge - Ethan Hawke – Boyhood - Edward Norton – Birdman - Mark Ruffalo – Foxcatcher | Bästa kvinnliga biroll - Patricia Arquette – Boyhood - Laura Dern – Wild - Keira Knightley – The Imitation Game - Emma Stone – Birdman - Meryl Streep – Into the Woods |
| Bästa originalmanus - Birdman – Alejandro González Iñárritu, Nicolás Giacobone, Alexander Dinelaris och Armando Bo - Boyhood – Richard Linklater - Foxcatcher – E. Max Frye och Dan Futterman - The Grand Budapest Hotel – Wes Anderson och Hugo Guinness - Nightcrawler – Dan Gilroy | Bästa manus efter förlaga - The Imitation Game – Graham Moore - American Sniper – Jason Hall - Inherent Vice – Paul Thomas Anderson - The Theory of Everything – Anthony McCarten - Whiplash – Damien Chazelle |
| Bästa animerade film - Big Hero 6 – Don Hall, Chris Williams och Roy Conli - The Boxtrolls – Anthony Stacchi, Graham Annable och Travis Knight - Draktränaren 2 – Dean DeBlois och Bonnie Arnold - Song of the sea – Tomm Moore och Paul Young - Sagan om prinsessan Kaguya – Isao Takahata och Yoshiaki Nishimura | Bästa icke-engelskspråkiga film - Ida – Paweł Pawlikowski - Leviatan – Andrey Zvyagintsev - Mandarinodlaren – Zaza Urushadze - Timbuktu – Abderrahmane Sissako - Wild Tales – Damián Szifron |
| Bästa dokumentär - Citizenfour – Laura Poitras, Mathilde Bonnefoy och Dirk Wilutzky - Vivian Maiers okända bildskatt – John Maloof och Charlie Siskel - Last Days in Vietnam – Rory Kennedy och Keven McAlester - The Salt of the Earth – Wim Wenders, Juliano Ribeiro Salgado och David Rosier - Virunga – Orlando von Einsiedel och Joanna Natasegara | Bästa kortfilmsdokumentär - Crisis Hotline: Veterans Press 1 – Ellen Goosenberg Kent och Dana Perry - Joanna – Aneta Kopacz - Our Curse – Tomasz Śliwiński och Maciej Ślesicki - The Reaper – Gabriel Serra Arguello - White Earth – J. Christian Jensen |
| Bästa kortfilm - The Phone Call – Mat Kirkby och James Lucas - Aya – Oded Binnun och Mihal Brezis - Boogaloo and Graham – Michael Lennox och Ronan Blaney - Butter Lamp – Hu Wei och Julien Féret - Parvaneh – Talkhon Hamzavi och Stefan Eichenberger | Bästa animerade kortfilm - Feast – Patrick Osborne och Kristina Reed - The Bigger Picture – Daisy Jacobs och Christopher Hees - The Dam Keeper – Robert Kondo och Dice Tsutsumi - Me and My Moulton – Torill Kove - A Single Life – Joris Oprins |
| Bästa filmmusik - The Grand Budapest Hotel – Alexandre Desplat - The Theory of Everything – Jóhann Jóhannsson - Interstellar – Hans Zimmer - Mr. Turner – Gary Yershon - The Imitation Game – Alexandre Desplat | Bästa sång - "Glory" från Selma – Musik och Text av John Legend och Common - "Everything Is Awesome" från Lego-filmen – Musik och Text av Shawn Patterson - "Grateful" från Beyond the Lights – Musik och Text av Diane Warren - "I'm Not Gonna Miss You" från Glen Campbell: I'll Be Me – Musik och Text av Glen Campbell och Julian Raymond - "Lost Stars" från Sånger från Manhattan – Musik och Text av Gregg Alexander och Danielle Brisebois                                         |
| Bästa ljudredigering - American Sniper – Alan Robert Murray och Bub Asman - Birdman – Martín Hernández och Aaron Glascock - Hobbit: Femhäraslaget – Brent Burge och Jason Canovas - Interstellar – Richard King - Unbroken – Becky Sullivan och Andrew DeCristofaro | Bästa ljud - Whiplash – Craig Mann, Ben Wilkins och Thomas Curley - American Sniper – John Reitz, Gregg Rudloff och Walt Martin - Birdman – Jon Taylor, Frank A. Montaño och Thomas Varga - Interstellar – Gary A. Rizzo, Gregg Landaker och Mark Weingarten - Unbroken – Jon Taylor, Frank A. Montaño och David Lee |
| Bästa scenografi - The Grand Budapest Hotel – Adam Stockhausen (scenografi); Anna Pinnock (scendekor) - The Imitation Game – Maria Djurkovic (scenografi); Tatiana Macdonald (scendekor) - Interstellar – Nathan Crowley (scenografi); Gary Fettis (scendekor) - Into the Woods – Dennis Gassner (scenografi); Anna Pinnock (scendekor) - Mr. Turner – Suzie Davies (scenografi); Charlotte Watts (scendekor) | Bästa foto - Birdman – Emmanuel Lubezki - The Grand Budapest Hotel – Robert D. Yeoman - Ida – Lukasz Zal och Ryszard Lenczewski - Mr. Turner – Dick Pope - Unbroken – Roger Deakins |
| Bästa smink - The Grand Budapest Hotel – Frances Hannon och Mark Coulier - Foxcatcher – Bill Corso och Dennis Liddiard - Guardians of the Galaxy – Elizabeth Yianni-Georgiou och David White | Bästa kostym - The Grand Budapest Hotel – Milena Canonero - Inherent Vice – Mark Bridges - Into the Woods – Colleen Atwood - Maleficent – Anna B. Sheppard och Jane Clive - Mr. Turner – Jacqueline Durran |
| Bästa klippning - Whiplash – Tom Cross - American Sniper – Joel Cox och Gary D. Roach - Boyhood – Sandra Adair - The Grand Budapest Hotel – Barney Pilling - The Imitation Game – William Goldenberg | Bästa specialeffekter - Interstellar – Paul Franklin, Andrew Lockley, Ian Hunter och Scott Fisher - Captain America: The Winter Soldier – Dan DeLeeuw, Russell Earl, Bryan Grill och Dan Sudick - Apornas planet: Uppgörelsen – Joe Letteri, Dan Lemmon, Daniel Barrett och Erik Winquist - Guardians of the Galaxy – Stephane Ceretti, Nicolas Aithadi, Jonathan Fawkner och Paul Corbould - X-Men: Days of Future Past – Richard Stammers, Lou Pecora, Tim Crosbie och Cameron Waldbauer |

### Filmer med flera nomineringar
- 9 nomineringar: Birdman och The Grand Budapest Hotel
- 8 nomineringar: The Imitation Game
- 6 nomineringar: American Sniper och Boyhood
- 5 nomineringar: Foxcatcher, Interstellar, The Theory of Everything och Whiplash
- 4 nomineringar: Mr. Turner
- 3 nomineringar: Into the Woods och Unbroken
- 2 nomineringar: Guardians of the Galaxy, Ida, Inherent Vice, Selma och Wild

### Filmer med flera vinster
- 4 vinster: Birdman och The Grand Budapest Hotel
- 3 vinster: Whiplash

### Sveriges bidrag
Sverige utsåg Turist till det svenska bidraget för priset i kategorin Bästa icke-engelskspråkiga film. Turist nådde fram till den sista gallringen men blev inte nominerad.

## Presentatörer och uppträdande

### Presentatörer
Följande personer nedan presenterar priser och musikaliska nummer vid galan.
| Personer                             | Uppgift                                                                            |
| ------------------------------------ | ---------------------------------------------------------------------------------- |
| Lupita Nyong'o                       | Presenterade priset för Bästa manliga biroll                                       |
| Liam Neeson                          | Presenterade filmerna The Grand Budapest Hotel och American Sniper för Bästa film  |
| Dakota Johnson                       | Introducerade uppträdandet av Bästa sång nomineringen "Lost Stars"                 |
| Jennifer Lopez och Chris Pine        | Presenterade priset för Bästa kostym                                               |
| Reese Witherspoon                    | Presenterade priset för Bästa smink                                                |
| Channing Tatum                       | Introducerade de sex vinnarna av Team Oscar contest                                |
| Chiwetel Ejiofor och Nicole Kidman   | Presenterade priset för Bästa icke-engelskspråkiga film                            |
| Shirley MacLaine                     | Presenterade filmerna Boyhood, The Theory of Everything och Birdman för Bästa film |
| Marion Cotillard                     | Introducerade uppträdandet av Bästa sång nomineringen "Everything Is Awesome"      |
| Jason Bateman och Kerry Washington   | Presenterade priset för Bästa kortfilm och Bästa kortfilmsdokumentär               |
| Viola Davis                          | Presenterade segmenten av Hedersoscars och Jean Hersholt Humanitarian Award        |
| Gwyneth Paltrow                      | Introducerade uppträdandet av Bästa sång nomineringen "I'm Not Gonna Miss You"     |
| Margot Robbie och Miles Teller       | Presenterade segmenten av Technical Achievement och Gordon E. Sawyer Award         |
| Chris Evans och Sienna Miller        | Presenterade priset för Bästa ljud och Bästa ljudredigering                        |
| Jared Leto                           | Presenterade priset för Bästa kvinnliga biroll                                     |
| Josh Hutcherson                      | Introducerade uppträdandet av Bästa sång nomineringen "Grateful"                   |
| Ansel Elgort och Chloë Grace Moretz  | Presenterade priset för Bästa specialeffekter                                      |
| Kevin Hart och Anna Kendrick         | Presenterade priset för Bästa animerade kortfilm                                   |
| Dwayne Johnson och Zoë Saldaña       | Presenterade priset för Bästa animerade film                                       |
| Cheryl Boone Isaacs                  | Special presentation belyser fördelarna med film och kreativitet                   |
| Felicity Jones och Chris Pratt       | Presenterade priset för Bästa scenografi                                           |
| Jessica Chastain och Idris Elba      | Presenterade priset för Bästa foto                                                 |
| Meryl Streep                         | Presenterade In Memoriam-hyllningen                                                |
| Benedict Cumberbatch och Naomi Watts | Presenterade priset för Bästa klippning                                            |
| Terrence Howard                      | Presenterade filmerna Whiplash, The Imitation Game och Selma för Bästa film        |
| Jennifer Aniston och David Oyelowo   | Presenterade priset för Bästa dokumentär                                           |
| Octavia Spencer                      | Introducerade uppträdandet av Bästa sång nomineringen "Glory"                      |
| John Travolta och Idina Menzel       | Presenterade priset för Bästa sång                                                 |
| Scarlett Johansson                   | Introducerade 50-årsjubileet av Sound of Music och Lady Gagas uppträdande          |
| Julie Andrews                        | Presenterade priset för Bästa filmmusik                                            |
| Eddie Murphy                         | Presenterade priset för Bästa originalmanus                                        |
| Oprah Winfrey                        | Presenterade priset för Bästa manus efter förlaga                                  |
| Ben Affleck                          | Presenterade priset för Bästa regi                                                 |
| Cate Blanchett                       | Presenterade priset för Bästa manliga huvudroll                                    |
| Matthew McConaughey                  | Presenterade priset för Bästa kvinnliga huvudroll                                  |
| Sean Penn                            | Presenterade priset för Bästa film                                                 |

### Uppträdande
| Personer                                                                 | Uppträdde                                                                                              |
| ------------------------------------------------------------------------ | --- |
| Neil Patrick Harris Anna Kendrick Jack Black                             | "Moving Pictures" under öppningssegmentet                                                              |
| Maroon 5                                                                 | "Lost Stars" från Sånger från Manhattan                                                                |
| Tegan and Sara The Lonely Island Mark Mothersbaugh Questlove Will Arnett | "Everything Is Awesome" från Lego filmen                                                               |
| Tim McGraw                                                               | "I'm Not Gonna Miss You" från Glen Campbell: I'll Be Me                                                |
| Rita Ora                                                                 | "Grateful" från Beyond the Lights                                                                      |
| Jennifer Hudson                                                          | Specialuppträdande efter In Memoriam                                                                   |
| John Legend Common                                                       | "Glory" från Selma                                                                                     |
| Lady Gaga                                                                | "The Sound of Music", "My Favorite Things", "Edelweiss" och "Climb Ev'ry Mountain" från Sound of Music |

## In Memoriam
- Mickey Rooney
- Paul Mazursky
- Geoffrey Holder
- Nadia Bronson
- James Garner
- Elizabeth Peña
- Alan Hirschfield
- Edward Herrmann
- Maya Angelou
- Lorenzo Semple Jr.
- George L. Little
- James Rebhorn
- Menahem Golan
- James Shigeta
- Anita Ekberg
- Paul Apted
- H.R. Giger
- Sanford E. Reisenbach
- Malik Bendjelloul
- Virna Lisi
- Louis Jourdan
- Gordon Willis
- Richard Attenborough
- Oswald Morris
- Tom Rolf
- L.M. Kit Carson
- Ruby Dee
- Samuel Goldwyn Jr.
- Martha Hyer
- Andrew V. McLaglen
- Jimmy Murakami
- Robin Williams
- William Greaves
- Joseph Viskocil
- Rod Taylor
- Stewart Stern
- Luise Rainer
- Dick Smith
- Lauren Bacall
- Walt Martin
- Charles Champlin
- Pennie Dupont
- Herb Jeffries
- Misty Upham
- Eli Wallach
- Gabriel García Márquez
- Frank Yablans
- Alain Resnais
- Bob Hoskins
- Mike Nichols